# Nowa Wieś (gmina Rząśnik)
Nowa Wieś – wieś w Polsce, położona w województwie mazowieckim, w powiecie wyszkowskim, w gminie Rząśnik. Ma status sołectwa.
| SIMC    | Nazwa        | Rodzaj    |
| ------- | ------------ | --------- |
| 0518955 | Aleksandrowo | część wsi |

W latach 1975–1998 miejscowość należała administracyjnie do województwa ostrołęckiego.
Wierni Kościoła rzymskokatolickiego należą do parafii św. Stanisława Biskupa i Męczennika w Lubielu.